# Cyanea dunbariae
Cyanea dunbariae är en klockväxtart som beskrevs av Joseph Rock. Cyanea dunbariae ingår i släktet Cyanea, och familjen klockväxter. Inga underarter finns listade i Catalogue of Life.